# Герб Гощанського району
Герб Гоща́нського райо́ну — офіційний символ Гощанського району Рівненської області, затверджений Гощанською районною радою 27 жовтня 2009 року. Автори герба  — А. Гречило та Ю. Терлецький.

## Опис
Геральдичний щит має форму прямокутника з півколом в основі. Щит перетятий вигнутою срібною балкою, стилізованою під рушник з синім орнаментом, з верхнього зеленого поля на неї заходить золотий буханець хліба, вгорі обабіч якого по золотій лілії, у нижньому червоному полі — срібний лапчастий хрест.
Щит покладено на декоративний вохристий картуш. Його увінчує стилізований золотий територіальний вінець, що вказує на приналежність герба саме району та характеризує його рослинність (зубці вінця вирішені у формі стилізованих листків липи та дуба). Таким чином, символи району відображають природні особливості, історичну і сучасну символіку краю, вказують на його статус.

## Значення символів
Вигнута геральдична балка стилізовано уособлює рушник, а також річку Горинь, що перетинає територію району. Хліб на рушнику засвідчує доброзичливість і щедрість мешканців району, уособлює сільське господарство, добробут і багатство. Лілеї вказують на районний центр (вони є елементами герба Гощі).
Хрест у червоному полі підкреслює приналежність району до історичної Волині та сучасної Рівненщини. Зелене поле означає багаті природні ресурси, розквіт і прогрес.